# Mercury Cougar
Mercury Cougar es el nombre dado a una serie diversa de automóviles vendidos bajo la división Mercury de Ford Motor Company, desde 1967 hasta 2002. El nombre fue utilizado por primera vez en 1967 y fue asignado a diversos modelos de coches durante las tres siguientes décadas. Como era común en los Mercury, el Cougar compartía las plataformas básicas de los modelos de Ford. Las versiones del Cougar de las primeras décadas se basaron en el Mustang; posteriores versiones fueron basadas en el Thunderbird y la última fue una versión del Contour / Mondeo. La imagen del puma (cougar en inglés) fue importante para la imagen de Mercury durante muchos años y la publicidad a menudo se identifica entre sus distribuidores con «el signo del gato». En los anuncios del Mercury Cougar de principios de los 70 aparecían modelos femeninas sosteniendo grandes felinos.
El auto fue montado en la planta de montaje de Dearborn (DAP) (una de las seis plantas en el Centro de Ford Rouge) en Dearborn, Michigan desde 1967 a 1973; en la planta de San José de la Asamblea, en Milpitas, California desde 1968 hasta principios de 1969, y en la planta de montaje de Lorain (LAP) en Lorain, Ohio, 1974-97.

## Primera generación (1967-1970)

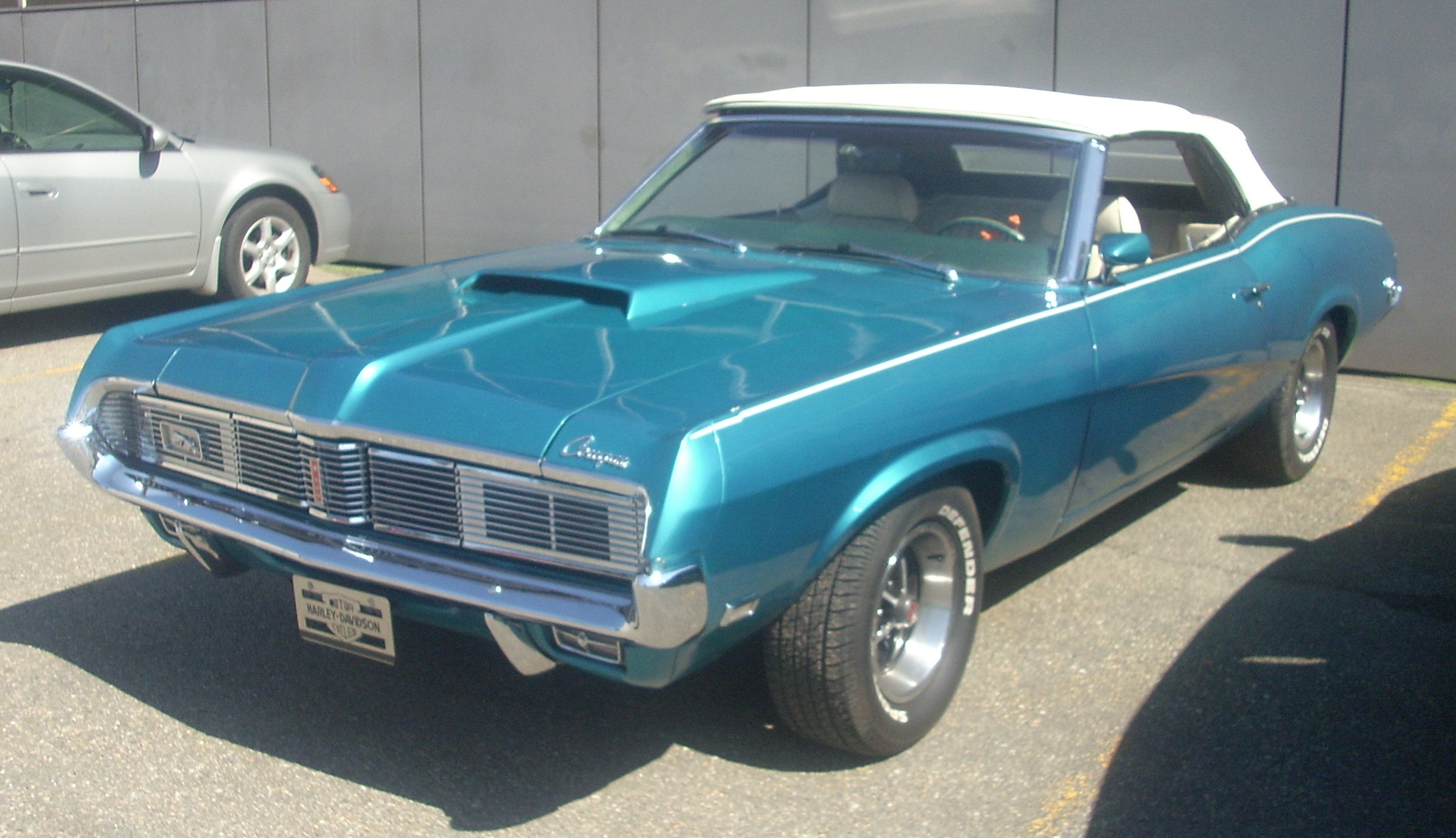
XR-7 descapotable de 1969

El tercer año de producción (1969) trajo nuevos añadidos al concepto Cougar.
La apariencia del Cougar de 1970 era similar al modelo de 1969, a pesar de los numerosos cambio interiores y exteriores. Lucía un nuevo frontal con una zona central pronunciada en el capó y una parrilla delantera similar a los modelos de 1967 y 1968. Por mandato federal se incluyó el bloqueo de la columnas de dirección en el interior y el exterior actualizado con el nuevo aspecto que le daban los biselados del nuevo morro y luz trasera. Además del motor "Cleveland" V8 351 de 300 CV estaba disponible.
Total de unidades producidas:
| Año      | 1967    | 1968    | 1969    | 1970   |
| -------- | ------- | ------- | ------- | ------ |
| Unidades | 150.893 | 113.720 | 100.060 | 72.343 |

## Segunda generación (1971-1973)
Total de unidades producidas:
| Año      | 1971   | 1972   | 1973   |
| -------- | ------ | ------ | ------ |
| Unidades | 62.864 | 53.702 | 60.628 |

## Tercera generación (1974-1976)
Para 1974 se produce la migración del Cougar desde el Mustang original a una nueva plataforma orientada al coche de lujo personal. El nuevo modelo tiene ahora el chasis más largo como los intermedios Mercury Montego, el Ford Torino, y se hermana con el nuevo Ford Elite. El ancho de rueda crece hasta las 114 pulgadas y es prácticamente el único coche que aumentó sus medidas en la década de recesión de los 70 del pasado siglo. Estos años marcaron el final del "Mustang de lujo", y la transición del Cougar para convertirse primero en una versión menor del Thunderbird. Los anuncios de televisión enfrentaban al Cougar con el Lincoln Continental Mark IV; el más notable de los cuales fue protagonizado en 1975 por Farrah Fawcett.
Total de unidades producidas:
| Año      | 1974   | 1975   | 1976   |
| -------- | ------ | ------ | ------ |
| Unidades | 91.670 | 62.987 | 83.765 |

## Cuarta generación (1983-1988)

### 20 Aniversario del Cougar
Un nuevo Cougar saludó a los compradores en 1983. Habían pasado los modelos Sedán y Station Wagon que se renovaron y se movieron debajo de la placa de identificación del Gran Marqués (Grand Marquis en inglés). El Cougar lucía una nueva carrocería aerodinámica, pero mantuvo el mismo chasis. Esta reestilización fue compartida con su coche hermano, el Thunderbird, los dos convirtiéndose en los primeros ejemplos del nuevo diseño de "aero-look", que finalmente se extendió a lo largo de la línea de Ford y, finalmente, a toda la industria. La principal diferencia entre los dos era el tratamiento de sus ventanas laterales. El Cougar era un sedán más formal con una ventana trasera casi vertical y ventanillas con bordes levantados, lo cual le dio un aspecto más aerodinámico, así como más excitante, en comparación con "pumas" anteriores. La nueva imagen fue un éxito tan grande que vendió más que el Thunderbird de 1983. Debido al dinero gastado en la reestilización de ambos modelos, los interiores se quedaron casi sin modificaciones desde 1982. Se conocieron los modelos LS y GS (pero no designados de esta manera) y prorrogados del año anterior. Sin embargo, la XR-7 no lo hizo, ya que no había todavía una versión deportiva preparada. La gama de motores había cambiado, ya que los dos únicos motores que se ofrecían eran de 232 in3 (3.8 L) V6 y 302-in3 (5.0 L) V8. El 390 mm (15,3 in) ruedas TRX era una opción. [Cita requerida]
Primera versión facelift (1986)
Después de su rediseño de 1983, el "puma" se mantuvo casi sin cambios en 1984. El XR-7 volvió y por primera vez, su motor estándar no era un V8 o V6, sino un motor de cuatro cilindros con turbocompresor. Al igual que el Thunderbird Turbo, el XR-7 llegó sólo con los 145 caballos de fuerza (108 kW) 140 in3 turbo I4. El RX-7 también contó con luces apagadas, ventana de ajuste, molduras laterales anchas y pintura en dos tonos en plata con gris carbón inferior (o la combinación inversa) con tres bandas para distinguirla de los "pumas" básicos. Una suspensión de rendimiento también era estándar, y una transmisión automática de tres velocidades o un manual de cinco velocidades se ofrecen en el RX-7. También para 1984, el 3,8 L V6 pasó de un carburador de inyección de combustible válvula-cuerpo.
Sutiles cambios exteriores, tales como un nuevo Mercedes-Benz-esque, luces traseras y nueva parrilla fueron sólo algunos de los muchos cambios, que con un interior completamente nuevo, saludó a los compradores para 1985. En este nuevo interior aparece un cuadro de instrumentos digital que daba un toque futurista al puma, pero sólo estaba disponible en los pumas de base.
El Cougar 1986 sufre un año de prórroga, y se suponía que debía ser rediseñado este año, pero las ventas seguían siendo altas y Ford decidió extenderlo a 1987. Los cambios más importantes se encontraban bajo el capó, ya que el 302 V8 recibe nueva inyección secuencial electrónica de combustible (SEFI), lo que aumentó el poder a 150 caballos de fuerza (112 kW), un 30 hp (22 kW) de mejora con respecto al año anterior. El Cougar XR-7 continuó ofreciendo sólo el turbo I4, pero consiguió un aumento de potencia a 155 CV (116 kW).
Producción total 1983: 75.743 1984: 131.190 1985: 117.274 1986: 135.904
1987-1988
1987-1988 Cougar, vista trasera
El Cougar recibió un restyling completo en su 20º aniversario. Mucho más suave que el Cougar anterior, se contó con luces empotradas y parrilla. El cuarto lado de vidrio retiene su diseño con bordes levantados, pero se estiró más a la parte trasera del coche. El interior se mantuvo casi sin cambios. El GS fue dado de baja, quedando sólo los modelos XR-7 y LS. El XR-7 cambió dando de baja el turbo I4 y el 302 V8 se convirtió en el motor estándar. La transmisión manual también se dio de baja este año. El cuadro de instrumentos digital, previamente opcional en los modelos GS / LS, se convirtió en estándar, a excepción de la edición limitada del RX-7, que se convirtió en analógico. Los menores tri-rayas especiales y ventana de ajuste oscuras se mantuvieron parad distinguir la XR-7 de la LS. El 20º aniversario del Cougar fue destacado por una edición limitada.

## Quinta generación (1989-1997)
El Cougar entró en su quinta generación con una nueva carrocería y chasis. No tenía nada que ver con el Cougar anterior, a excepción del nombre. De hecho, sólo seis piezas fueron fabricados de 1988 sin cambios. 
De 1989 al 1990 el cambio más importante fue el cambio a un chasis mayor MN12, que fue compartido con el Ford Thunderbird y el Lincoln Marck VIII. 
El chasis contó con una suspensión trasera completamente independiente, por primera vez para el Cougar. También se diseñó nueve pulgadas (229 mm) más largo (104,2 pulgadas frente a 113) dando mayor espacio para las piernas en los asientos traseros. Las líneas fluidas y techo "notchback" extremos estaban todavía allí, pero esta generación integró ambos con mucho más éxito. Para sorpresa de los aficionados, el coche no tenía motor V8 disponible cuando se introdujo. En su lugar, el LS de base tenían una aspiración natural de 140 CV (104 kW) de 3.8 L V6, respaldado por una transmisión automática de cuatro velocidades, que tenía una dificultad para mover los casi 3.800 libras (1.700 kg) del Cougar.
La versión Top del Cougar el XR-7 tenía 210 hp (157 kW), esto gracias al motor sobrealimentado con el Supercargador Atom 90. El coche podía estar equipado con una transmisión manual de cinco velocidades o una automática de cuatro velocidades con sobremarcha. El Mercury no reparó en gastos en el equipamiento de su modelo de actuación XR-7. Las características estándar incluyen cuatro ruedas antibloqueo de frenos de disco, una, suspensión deportiva ajustable electrónicamente, esquema de pintura monocromática en llantas de aleación de color rojo, blanco o negro, y de 16 pulgadas. Las bases de la LS más características de lujo orientadas, incluido un cuadro de instrumentos totalmente digital y acabado de cromo exterior. El Cougar Compartía prácticamente todo menos la estética con el Ford Thunderbird, solo que el Cougar estaba disponible bajo la marca Mercury, que estaba enfocada a los autos de lujo en el segmento de entrada, es decir con mejores acabado y equipamiento que los Thunderbird de Ford. Solo el 5% de los Cougar producidos eran en versión XR7.
El Cougar tuvo una renovación de menor importancia para el año 1991, con una parrilla más pequeña y ligeros cambios en los faros, luces traseras, y moldura lateral. Las ventas del XR7 sobrecargado en 1989 y 1990 eran lentas, y como resultado, para el año 1991 Ford volvió a introducir un V8 de opción con el Windsor 5.0 V8. El motor fue utilizado a través de los modelos del año 1993 y producía 200 caballos de fuerza (150 kW) a 4.000 rpm y 275 libras pies (373 N · m) de torque a 3000 rpm; ganancias de 35 caballos de fuerza (26 kW) y 25 libras pies (34 N · m) de par motor, respectivamente. Al igual que el estándar V6 de 3.8 L, el V8 sólo fue acoplado a la transmisión automática de 4 velocidades AOD y se convirtieron en una opción para los modelos LS. Una edición especial fue construida en 1992 para conmemorar el 25 aniversario Cougar.En 1994 Ford renovó la plataforma MN12, el Cougar 1994 recibió Nuevas luces traseras actualizadas interiores, parrilla y molduras laterales del cuerpo. Un nuevo OHC de Ford 205 CV (153 kW) de 4.6 L V8 sustituye la varilla de empuje de 5.0 L V8, y todos los modelos venían en serie con la transmisión automática 4R70W de cuatro velocidades.
En el programa de televisión MotorWeek en una revisión de la 1991 Thunderbird y similares Mercury Cougar, una prueba en carretera de un V8 equipado reveló que el coche puede acelerar de 0 a 60 mph en 9,2 segundos; aproximadamente dos segundos más rápido que un V6 estándar, pero unos dos segundos más lento que un Supercargado. 
En 1995, como parte de una consolidación de la línea de modelos, la placa de identificación del LS se dio de baja por completo y el XR-7, ahora badged XR7, se convirtió en el único modelo disponible. Estaba equipado al igual que el LS, excepto para el forrado en piel volante/palanca de cambios y el tablero de instrumentos analógico completo. Los motores disponibles eran el 4.6 V8 y el 3.8 V6, sin el Supercargador.
1996-1997 Mercury Cougar
Para el año 1996, el modelo exterior sufrió un lavado de cara importante, similar a su primo MN12 Ford Thunderbird. El parachoques delantero y trasero, los faros y la parrilla en cubre, y el moldeo se actualiza dando al coche un aspecto más moderno. El motor de 4.6 L recibió un colector de admisión compuesto actualizado, dando al coche 15 libras · pie (20 Nm) de par motor adicional sobre el modelo de 1995, y la transmisión se mejoró para una mayor fiabilidad. Al interior se le dio una actualización menor, que incluía un conjunto de instrumentos revisado, al igual que la del Ford Taurus / Mercury Sable de la época y una consola central con portavasos. El cenicero y encendedor de cigarrillos fueron reubicados en el espacio anteriormente ocupado por el centro de información, ahora integrado en el cuadro de instrumentos. Otro coche edición de aniversario fue construido para conmemorar los 30 años.
Debido a la desaceleración de las ventas y la cancelación inminente del programa MN12, en 1997, Ford comenzó con medidas de reducción de costos y discontinuó muchos artículos de conveniencia, tales como las luces de cortesía, la luz bajo el capó y la luz de la guantera. Este fue el último año para el MN12 Cougar, pues Ford finalmente decidió interrumpir su trío de coches de lujo personales: la de Mark VIII , el Cougar, y el Thunderbird para concentrarse en la producción de todo terrenos de alta rentabilidad.
El último de Lorain, Ohio incorporado Mercury Cougar salió de la línea de montaje el 4 de septiembre de 1997.
Producción Total: 
1989: 97.246 
1990: 76.467 
1991: 60.564 
1992: 46.982 
1993: 79.700 
1994: 71.026 
1995: 60.201 
1996: 38.929 
1997: 35.267

### Ford Cougar

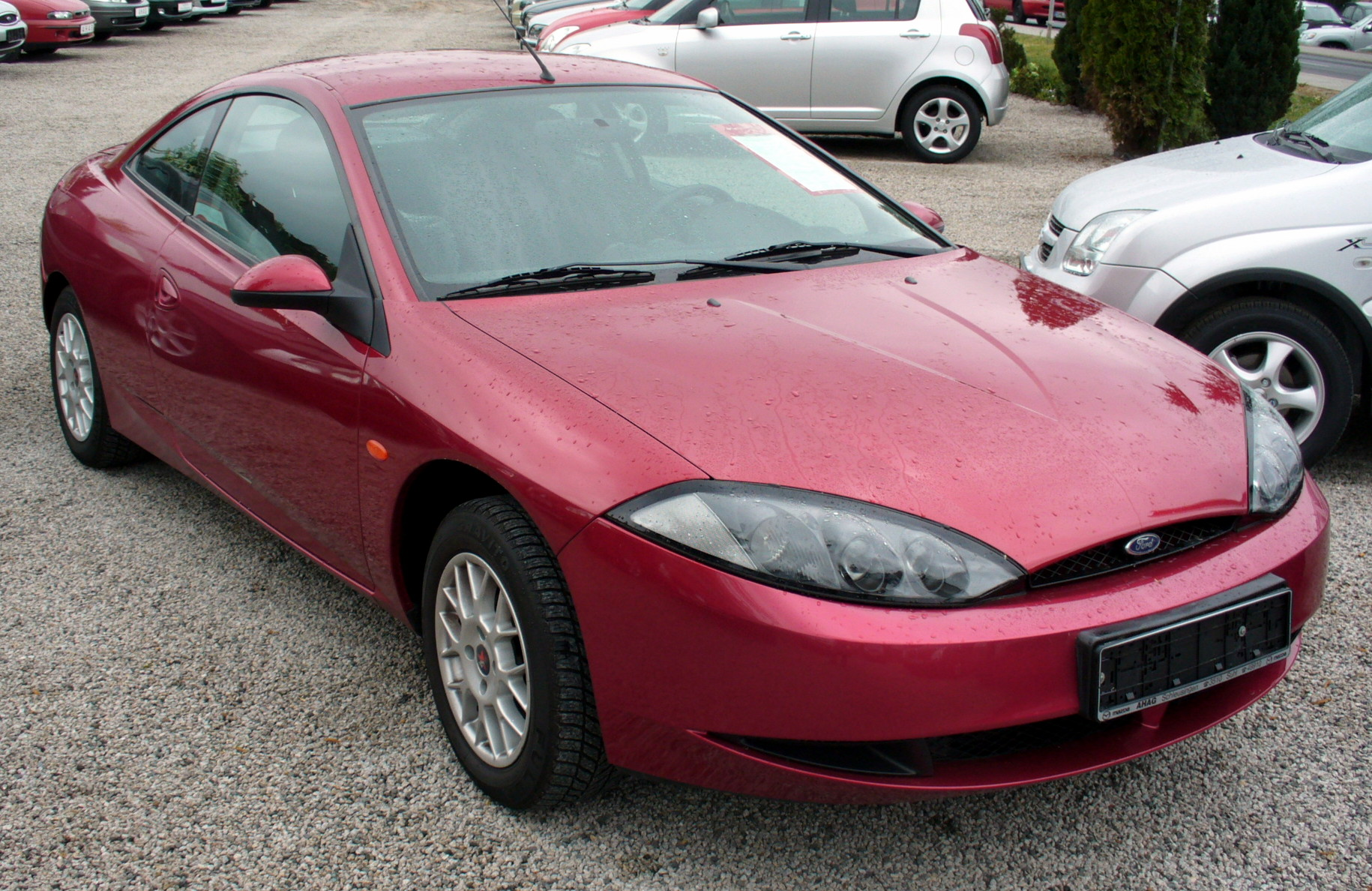
Modelo europeo

## Sexta generación (1999-2002)
Total de ventas en Estados Unidos:
| Año      | 1999   | 2000   | 2001   | 2002   | 2003  |
| -------- | ------ | ------ | ------ | ------ | ----- |
| Unidades | 56.831 | 40.343 | 29.487 | 19.345 | 2.024 |

## Cougar en las carreras
En 1967, el famoso constructor de automóviles de carreras NASCAR Bud Moore participó en la Serie Trans-Am con Mercury Cougar, con el apoyo de la marca. El equipo contaba con renombrados pilotos del calibre del capitán Dan Gurney, Parnelli Jones, Peter Revson, David Pearson y Leslie Ed. Hacia finales de la temporada, el apoyo de Ford se terminó y los Cougar comenzaron a mostrar su desgaste. Al final, Mercury perdió el campeonato contra los Ford por dos puntos.
En 1968, Bud Moore llevó a su "Cougars Nascar Racing" a la nueva "Grand American Series", carreras de NASCAR en la recién creada serie Grand American. El piloto Tiny Lund la serie y se llevó el campeonato.
Desde que en 1974 Cougar cambió a la base del Thunderbird, ha participado en la NASCAR. El equipo "Wood Brothers Racing", con David Pearson y, posteriormente, Neil Bonnett tuvo mucho éxito con el coche y se anotó un número de victorias importante hasta que la carrocería se convirtió en inelegible después de la temporada 1980. En 1981, el anterior equipo Cougar hubo de cambiar de coche al Thunderbird cuando un mandato de la NASCAR redujo el ancho de rueda de los coches a 110 pulgadas, aunque curiosamente los Thunderbirds tenían que tener ruedas 6 pulgadas más anchas de lo habitual. Entre 1989 y 1990, "Lincoln-Mercury Motorsport" envió los nuevos Cougar a la categoría GTO del Campeonato IMSA GT. Los coches se llevaron el campeonato de pilotos los dos años, y continuó su racha hasta 7 campeonatos de constructores.